# Massstar
massstar（韓語：맛스타）是韓國的女性Webtoon創作者。主要風格為浪漫、科幻，代表作為《觸不可及》。

## 生平
從小就喜歡畫漫畫，小学時期起就有成為漫畫家的念頭，可是由於「漫畫家無法養活自己」的想法在韓國非常普遍，令她猶豫了一段時間。
後來在大學時想到人生只有一次，應盡情嘗試做自己喜歡的事，於是挑戰NAVER舉辦的漫畫比賽，有幸獲得出道的機會。
2014年2月至今，《觸不可及》於NAVER Webtoon上連載。同年7月至今，中文及英文翻譯版本的《觸不可及》於LINE Webtoon上連載。
2015年2月，massstar與另一名漫畫家吳城垈一同出席台北國際動漫節，於「LINE Webtoon每日漫畫」攤位舉行签名會。

## 作品一覽

### 長篇漫畫
- 觸不可及 ，2017年4月1日 完結 共144集(加上後記 和休刊通知 沒加是138集)
- 我的女友比我帥

## 外部連結
- massstar的Facebook帳戶 （页面存档备份，存于）
- massstar的部落格 （页面存档备份，存于）
- massstar的X（前Twitter）
- 《觸不可及》 - NAVER Webtoon （页面存档备份，存于）
- （英文）《觸不可及》 - LINE Webtoon （页面存档备份，存于）
- （繁體中文）《觸不可及》 - LINE Webtoon （页面存档备份，存于）